# Nozomi Sasaki
Nozomi Sasaki (佐々木 希 Sasaki Nozomi, sinh ngày 8 tháng 2 năm 1988) tại Akita, Akita, Nhật Bản, được gọi đơn giản là Nozomi trong sự nghiệp người mẫu thời trang của cô trước đây, là một người mẫu ảnh, cũng là cựu người mẫu thời trang chuyên nghiệp

Năm 2017, cô kết hôn với diễn viên hài và người dẫn chương trình truyền hình Ken Watabe. Họ hiện có một con.